# Encelia halimifolia
Encelia halimifolia là một loài thực vật có hoa trong họ Cúc. Loài này được Cav. mô tả khoa học đầu tiên năm 1795.